# Olajfa (növényfaj)
Az olajfa, európai olajfa vagy olíva (Olea europaea) az olajfafélék családjában (Oleaceae) az olajfa nemzetség (Olea) egyik faja.

## Származása, elterjedése
A Földközi-tenger keleti medencéjének (Levante) partvidékein őshonos, de már az ókor folyamán elterjedt Délkelet-Európában, Ázsia nyugati részein (Észak-Irántól a Kaszpi-tengerig) és Észak-Afrikában. A név már a görögök mükénéi korából ismert, a lineáris B e-ra-wa alakjából levezethető a görög nyelv ἐλαία [elaia] szava, amelyből a latin oliva és rengeteg más nyelv olaj jelentésű szava származik.

## Megjelenése, felépítése
Örökzöld fa vagy cserje. Magassága ritkán haladja meg a 15 métert, többnyire 8-15 méter. Törzse egyenetlen és bütykös. Levelei ezüstös zöldek, nyúlánkan hosszúkásak: 1–3 cm szélesek és 4–10 cm hosszúak. Virágai kicsik és fehérek.  Olajbogyónak, olívabogyónak vagy egyszerűen csak olívának nevezett csonthéjas termése 1–2,5 cm hosszú, vékony húsú.

## Életmódja, termőhelye
A talajra nem igényes; a macchia részeként a többé-kevésbé kopár mészkősziklák sovány váztalajain is megél (mésztűrő). A Mediterráneum leghosszabb életű fája; nem ritkák az ezer éves példányok.

## Felhasználása

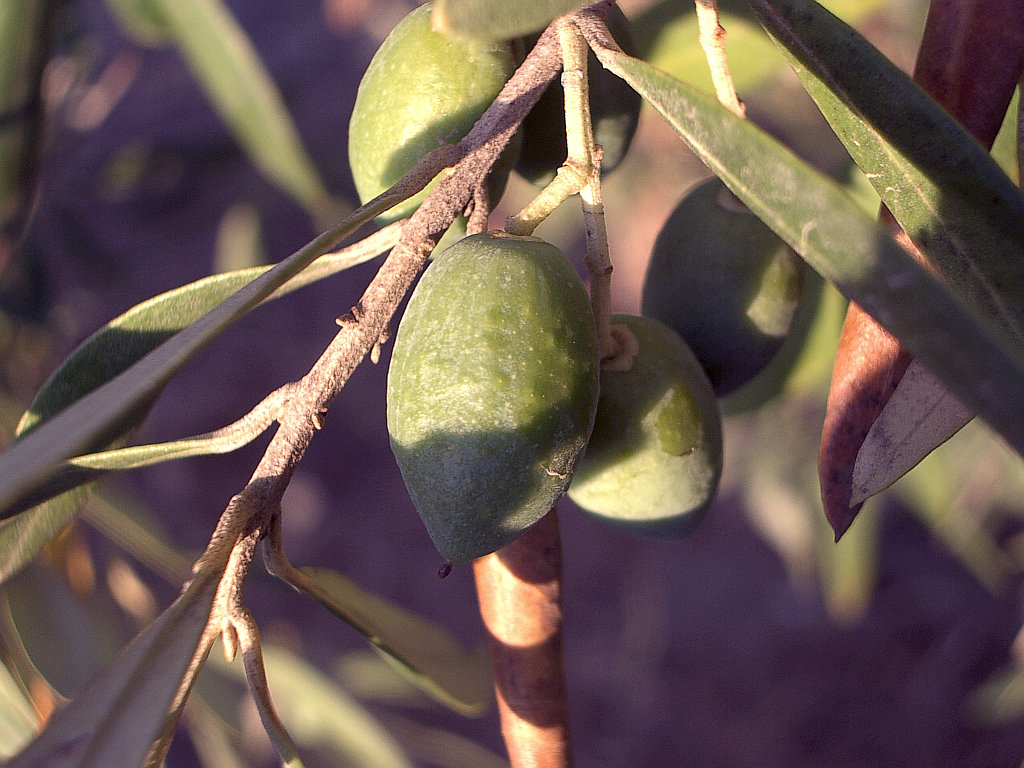
Az olajfa levele és termése

A termés mezokarpiumából préseléssel kinyert zsírosolaj a népszerű olívaolaj (Oleum olivarum).
A VIII. Magyar Gyógyszerkönyvben szerepel levéldrogja (Olivae folium), mely oleuropaein hatóanyagot tartalmaz.

## Érdekességek
- Az Angyalbőrben című, 1990-91-es magyar televíziós filmsorozatban, mely egy laktanya életét mutatja be a rendszerváltás idején, a főszereplő tiszthelyettes – az Usztics Mátyás által megformált Karádi őrmester – jellemzően olajbogyó(k)nak nevezi, illetve akként szólítja az egységéhez beosztott sorkatonákat.
- Az előbb említett sorozat főszerepét játszó Usztics Mátyás és a sorkatonák közül legfontosabb szereplőt alakító Mészáros Zoltán 1991-ben, Jelentsen, olajbogyó! címmel közös hanglemezt is készített, melynek dalait és grafikai megjelenését is a sorozat témája ihlette.

## Képek

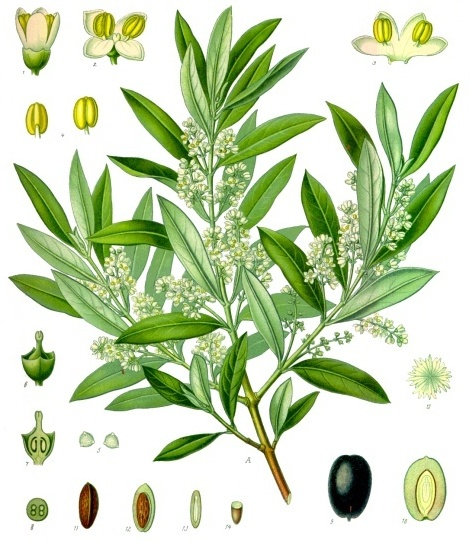
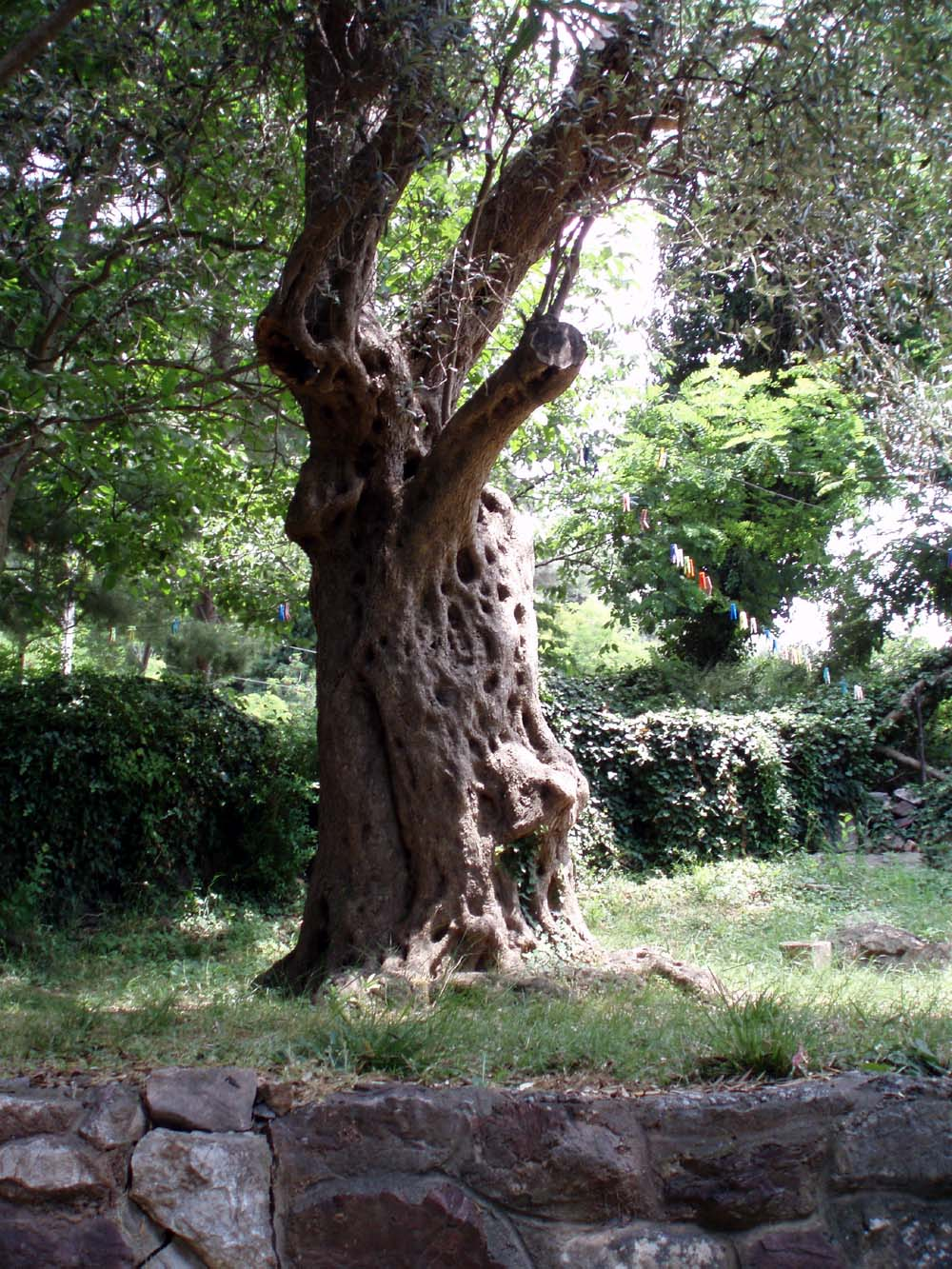
Körülbelül 2000 éves olajfa
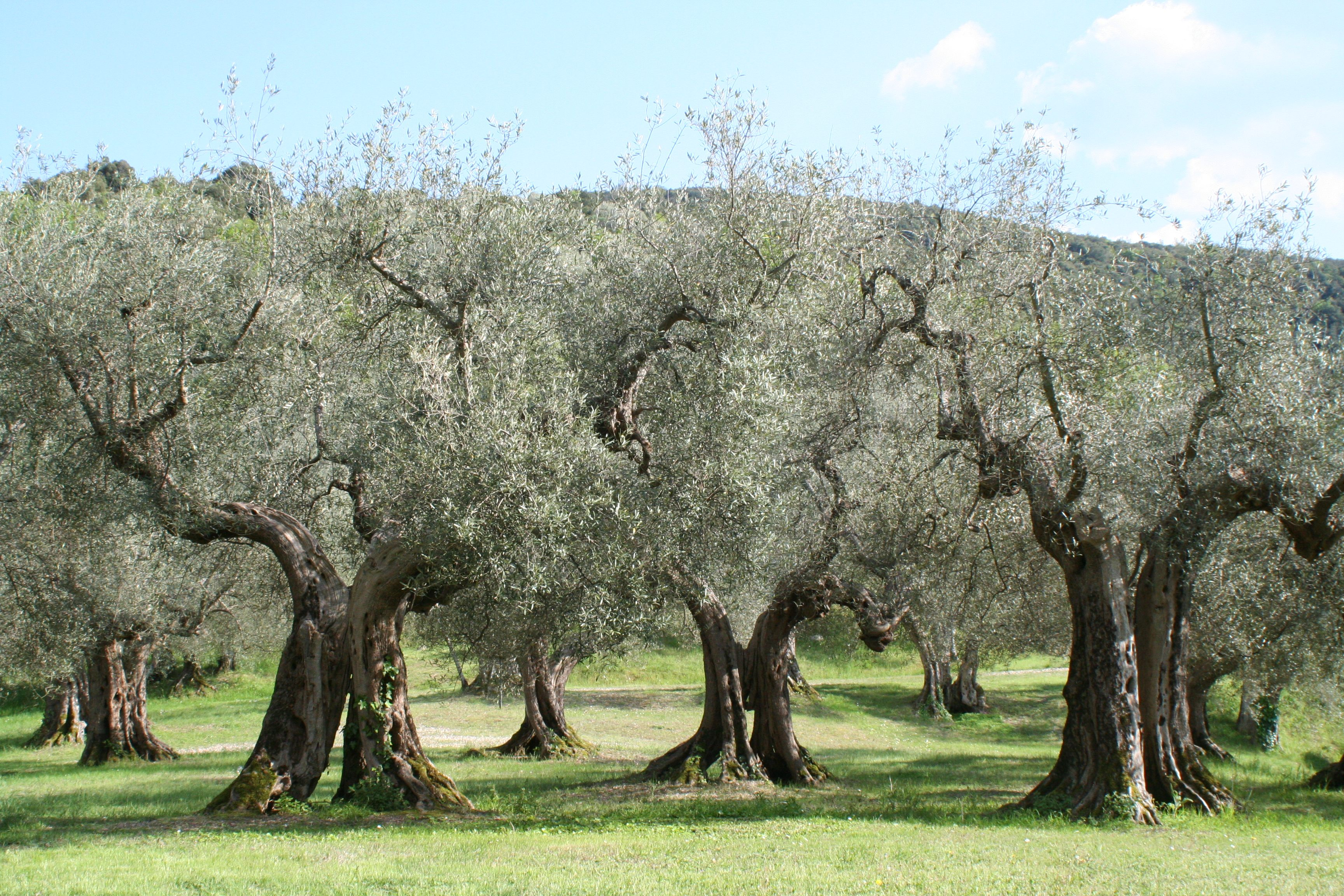
Olajfák ligete
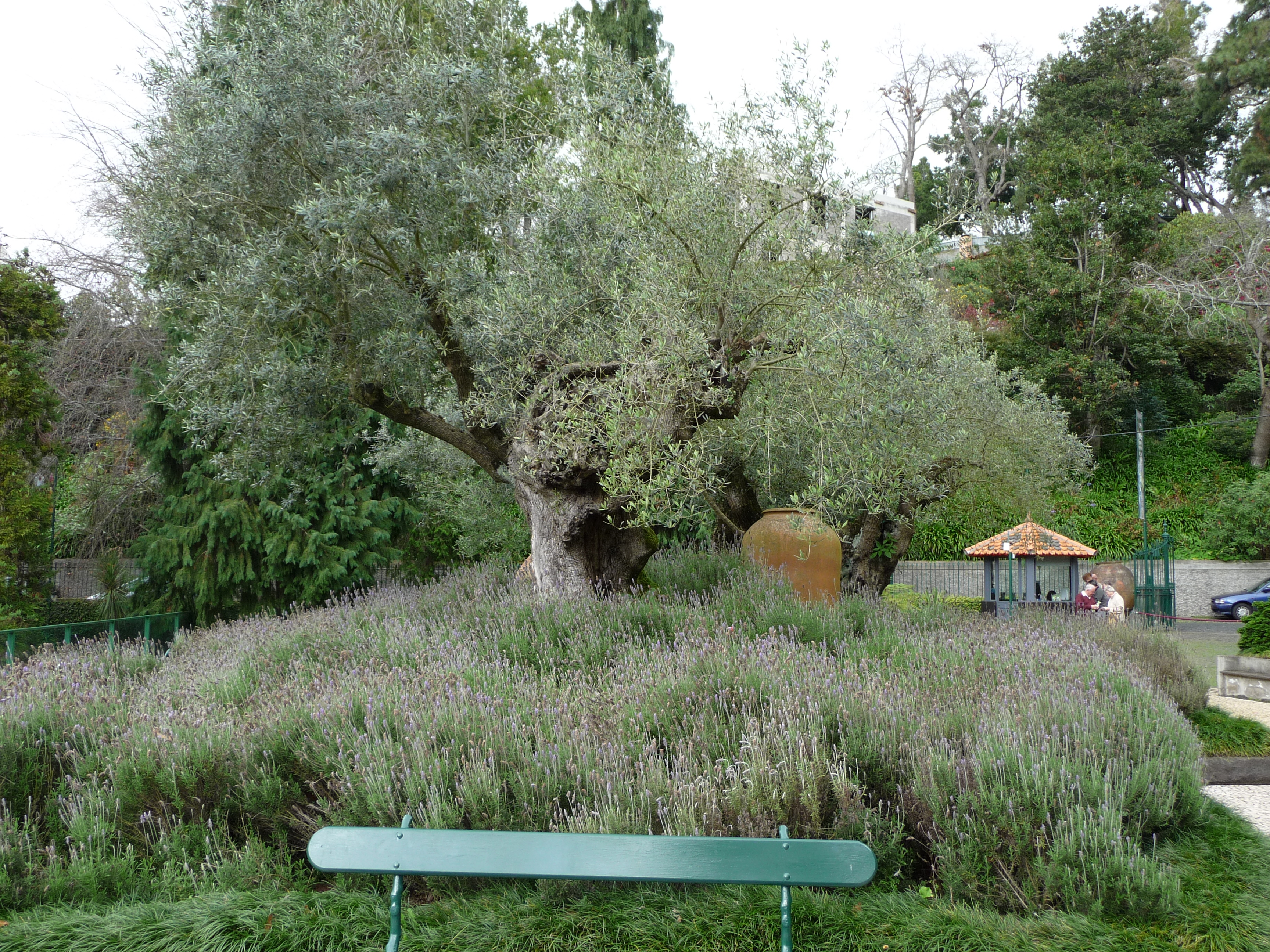
Az „ezeréves olajfa” a Trópusi Kertben (Madeira, Monte)